# 栗野岳
栗野岳（くりのだけ）は、鹿児島県姶良郡湧水町にある火山。複数の火山が複合した山塊であり霧島山の西端部を構成する。

## 周辺
北方約4キロメートルに飯盛山、東方約5キロメートルにえびの高原がある。栗野岳の南西斜面は栗野高原と呼ばれ、栗野岳レクリエーション村（日本一の枕木階段がある）や霧島アートの森などの施設がある。西側中腹には栗野岳温泉がある。北西部にエドヒガン（サクラの一種）の自生南限地があり天然記念物に指定されている。

## 歴史
栗野岳は、約30万年前に加久藤カルデラで起きた大噴火の後、最初に活動を開始した古期霧島火山の一つである。この火山から流下した溶岩によって川内川が堰き止められ古加久藤湖がつくられた。この湖は後に排水され消滅している。栗野岳は形成されてから長い年月を経ているため岩石の風化と山体の侵食が進んでいる。江戸時代にはミョウバンの鉱山があった。